# Điếu Cày
Điếu Cày (tên thật: Nguyễn Văn Hải, sinh khoảng năm 1952 tại Hải Phòng; cũng gọi là Nguyễn Hoàng Hải) là một blogger, người bất đồng chính kiến với chính phủ Việt Nam, đã bị nhà nước truy tố tội trốn lậu thuế và tội "tuyên truyền chống phá nhà nước" theo điều 88 Bộ Luật Hình sự. Việc giam tù ông đã bị nhiều Tổ chức Nhân quyền quốc tế phản đối, và tổ chức Ân xá Quốc tế coi ông là một tù nhân lương tâm. Từ tháng 10 năm 2014, ông sống và hoạt động tại Hoa Kỳ.

## Trước khi viết báo
Năm 1971 – 1976, Nguyễn Văn Hải tham gia quân đội Việt Nam.
Năm 1976 làm việc tại Công ty Kim khí Hải Phòng một thời gian, sau đó anh vào Thành phố Hồ Chí Minh học nghề sửa chữa điện tử và làm nghề sửa chữa điện tử tại Công ty Dịch vụ Thương mại Sài Gòn.
Anh Hải từng là thợ sửa chữa điện tử, chủ cửa hàng Video Camera Hoàng Hải, quận 3, Thành phố Hồ Chí Minh.

## Việc viết báo
Nguyễn Văn Hải xuất bản các bài báo của mình thông qua một blog, gọi là blog Điếu Cày, mà cũng là bút hiệu của ông.. Ông là một trong những thành viên sáng lập "Câu lạc bộ Nhà báo Tự do" vào ngày 19 tháng 9 năm 2007 tại TP.Hồ Chí Minh.. Năm 2008, ông tham gia vào cũng như tường thuật về các cuộc biểu tình của người Việt Nam chống lại Thế vận hội Mùa hè 2008 tổ chức ở Bắc Kinh, sau một tranh chấp lãnh hải giữa Trung Quốc và Việt Nam.

## Bị bắt và truy tố
Ngày 19 tháng 4 năm 2008, Nguyễn Văn Hải bị bắt tại thành phố Đà Lạt, và các máy tính cùng các files dữ liệu của ông bị tịch thu. Ngày 20 tháng 10 năm 2010 ông bị đưa về trại tạm giam Quận 3 và bị an ninh điều tra PA-24 điều tra về các hoạt động thành lập Câu lạc bộ Nhà Báo Tự do và tổ chức biểu tình ở TP.Hồ Chí Minh
Ngày 10 tháng 9 năm 2008, ông bị truy tố về tội "trốn thuế" và bị tòa án xử phạt 30 tháng tù giam. Theo cáo trạng, ông Hải và vợ đã không kê khai trung thực việc cho thuê hai căn nhà nhằm trốn thuế hơn 400 triệu đồng. Tuy nhiên, theo luật sư Lê Công Định (người bào chữa cho ông Nguyễn Văn Hải) thì: "theo hợp đồng, anh Hải lẽ ra phải đóng thuế nhưng hai bên đã thoả thuận giao cho bên thuê nhà nộp thuế. Cho nên ở đây không có hành động gian dối trốn thuế.". Nhận định này của luật sư Lê Công Định vấp phải nhiều tranh cãi do nghĩa vụ kê khai và nộp thuế đã được quy định rõ trong hệ thống văn bản pháp luật về thuế.
Từ ngày 10 tháng 2 năm 2009 đến ngày 10 tháng 3 năm 2009 ông bị chuyển từ trại tạm giam Chí Hoà đến trại tạm giam số 4 Phan Đăng Lưu để điều tra về các chuyến đi ra nước ngoài gặp gỡ các tổ chức quốc tế và các tổ chức của người Việt hải ngoại. Ngày 30 tháng 3 năm 2009 ông bị đưa đi trại giam K1 Cái Tàu – Cà Mau.
Ông được dự định phóng thích vào ngày 20 tháng 10 năm 2010, nhưng vào ngày đáng lẽ được phóng thích, thì ông bị an ninh điều tra PA-24 bắt ngay cửa trại giam K3 Xuân Lộc đưa về số 4 Phan Đăng Lưu "để điều tra thêm". Nhà của ông cũng đã bị khám xét vào chiều ngày 19 tháng 10 và vợ ông – bà Dương Thị Tân bị đánh đập. Ngày 5.7.2011, bà Dương Thị Tân được cán bộ trại giam là Trung tá Lê Hồng Điệp thông báo là Nguyễn Văn Hải đã bị mất một cánh tay do bị chấn thương trong nhà tù.
Ngày 24 tháng 9 năm 2012, ông Hải bị tòa án xét xử thêm về tội "tuyên truyền chống nhà nước" theo điều 88 Bộ Luật Hình sự cùng với các blogger Tạ Phong Tần và Phan Thanh Hải. Trong phiên toà này, Nguyễn Văn Hải đã không nhận là mình có tội. Theo nhật báo Thanh Niên, Nguyễn Văn Hải và Phan Thanh Hải cũng bị cho là đã tham dự một cuộc huấn luyện do đảng Việt Tân ở nước ngoài tài trợ.

## Phản ứng của dư luận quốc tế
Tổ chức Theo dõi Nhân quyền đã lên án các vụ bắt giữ này và kêu gọi chính phủ Việt Nam hãy thả ngay 3 blogger nói trên. Năm 2009, tổ chức này đã trao tặng Nguyễn Văn Hải giải Hellman/Hammett "cho các nhà văn đã bị bách hại vì những bài viết của họ". Tổ chức Ân xá Quốc tế đã gọi ông là một tù nhân lương tâm, và bày tỏ sự quan ngại về các báo cáo nói rằng ông bị sụt giảm thể trọng và sức khỏe suy sụp.
Ngày 6.3.2012, cựu dân biểu Hạ viện Hoa Kỳ Cao Quang Ánh đã tổ chức một cuộc vận động ngoài hành lang cho Nguyễn Văn Hải, linh mục Nguyễn Văn Lý, bác sĩ Nguyễn Đan Quế, cùng nhiều tù nhân chính trị Việt Nam khác, kêu gọi chính phủ của tổng thống Barack Obama và Quốc hội Hoa Kỳ lên tiếng bênh vực họ mạnh mẽ hơn. Tháng 4 năm 2012, tổ chức Những người bảo vệ quyền Công dân (Civil Rights Defenders) đã tặng ông Hải danh hiệu "Người bảo vệ quyền Công dân" trong tháng. Ngày 17.4.2012 một phát ngôn viên của Bộ Ngoại giao Hoa Kỳ đã kêu gọi chính phủ Việt Nam thả ông Hải cùng các blogger khác, nói rằng 3 blogger này "đã không làm gì khác hơn là thực thi quyền tự do ngôn luận của họ được cả thế giới công nhận". Tháng 5 năm 2012 tổng thống Hoa Kỳ Barack Obama đã phát biểu là "chúng ta không thể quên những nhà báo như blogger Điếu Cày, người bị bắt năm 2008 trong vụ đàn áp lớn lao việc làm báo của công dân ở Việt Nam".

## Phiên tòa xét xử năm 2012 và bản án
Ngày 24 tháng 9 năm 2012, trong phiên tòa chỉ kéo dài một ngày xử ba nhà bất đồng chính kiến Nguyễn Văn Hải, Tạ Phong Tần và Phan Thanh Hải, ông Nguyễn Văn Hải đã bị tuyên mức án cao nhất là 12 năm tù giam và 5 năm quản chế. Tờ báo The Economist đã mô tả phiên tòa này "rất giống kiểu phiên tòa trình diễn thời Xô Viết cũ". Các công tố viên nói rằng 3 người này đã "xuyên tạc sự thật về Nhà nước và Đảng, tạo ra sự hiểu lầm trong dân chúng, và ủng hộ các âm mưu nhằm lật đổ chính quyền", và tòa án xét thấy rằng họ đã "làm ảnh hưởng nghiêm trọng tới an ninh quốc gia và hình ảnh đất nước trên trường quốc tế".
Theo Chính phủ Việt Nam, Nguyễn Văn Hải và Phan Thanh Hải đã đã tham gia khóa huấn luyện của một tổ chức chống phá nhà nước có tên là Việt Tân mở tại Thái Lan hồi tháng 3/2008. Tổ chức Việt Tân được chính phủ Việt Nam liệt kê vào danh sách Tổ chức khủng bố.
Phan Thanh Hải, người nhận tội, bị phạt 4 năm tù, còn bà Tạ Phong Tần bị phạt 10 năm tù giam.
Theo báo Tuổi trẻ: "Tại phiên tòa, hai bị cáo Nguyễn Văn Hải và Tạ Phong Tần không thừa nhận tội, riêng Phan Thanh Hải thừa nhận sai phạm và khai báo thành khẩn, xin được tòa giảm nhẹ hình phạt."
Ra làm chứng trong phiên tòa xử ba bloggers có Lê Xuân Lập, Nguyễn Tiến Trung và Nguyễn Huy Cường. Trong ba người này chỉ Nguyễn Tiến Trung là đang ở tù với bản án bảy năm.
Bà Dương Thị Tân, vợ cũ của ông Nguyễn Văn Hải cho biết là công an đã giam giữ bà cùng người con trai trong nhiều giờ để ngăn chặn không cho họ tham dự phiên tòa.
Các bản án này đã bị chống án lên tòa thượng thẩm và ngày 28.12.2012 toà phúc thẩm tuyên y án.

## Thả tù và trục xuất
Ông Nguyễn Văn Hải bất ngờ được Việt Nam cho ra khỏi tù và đưa ra sân bay quốc tế Nội Bài trong ngày 21 tháng 10 năm 2014 đi sang Los Angeles, Hoa Kỳ, mặc dù ông không có thân nhân nào ở thành phố trên.
Bà Phạm Thu Hằng là Phó Phát ngôn Bộ Ngoại Giao Việt Nam cho biết: "Nhà nước Việt Nam đã quyết định tạm đình chỉ chấp hành hình phạt tù đối với Nguyễn Văn Hải và cho phép Nguyễn Văn Hải xuất cảnh đi Mỹ vì lý do nhân đạo".
Ngày 1 tháng 5 năm 2015, blogger Điếu Cày được tổng thống Mỹ Obama mời vào Nhà Trắng tham dự họp báo trước thềm ngày Tự do Báo chí Thế giới 3 tháng 5. Ông đã có mặt cùng hai blogger khác là Simegnish 'Lily' Mengesha (từ Ethiopia) và Fatima Tlisova (từ Nga) tại Nhà Trắng hôm 1 tháng 5 năm 2015 để tham gia hội luận về tự do báo chí trên thế giới Ngày 2 tháng 5, VTV1 phần tin Quốc tế mục Chào buổi sáng có đưa tin và hình ảnh Điếu Cày bên cạnh Obama.

## Giải thưởng
- Năm 2008, Điếu Cày Nguyễn Văn Hải, cùng với Thượng tọa Thích Thiện Minh và Báo Tự Do Ngôn Luận, được trao Giải Nhân quyền Việt Nam của Mạng Lưới Nhân quyền Việt Nam.
- Năm 2009, ông cùng năm người Việt Nam khác được Tổ chức Theo dõi Nhân quyền trao giải Hellman/Hammett vì những đấu tranh cho quyền tự do ngôn luận.[23]
- Năm 2013, Nguyễn Văn Hải được trao Giải Tự do Báo chí Quốc tế của Ủy ban bảo vệ các nhà báo (tiếng Anh: Committee to Protect Journalists, viết tắt CPJ) có trụ sở ở New York.[24] Tuy nhiên lúc đó Nguyễn Văn Hải vẫn còn bị giam nên việc trao giải diễn ra với người thắng giải khiếm diện. Mãi đến ngày 27 Tháng 11, 2014 Ủy ban mới trao được tận tay ông.[25]
- Ngày 24 tháng 10 năm 2013 Nguyễn Văn Hải được trao "Giải One Humanity" của PEN Canada[26]